# Barnidipina
A barnidipina é um fármaco utilizado pela medicina como anti-hipertensivo. É um antagonista do cálcio.